# Intercambiador Ōzu
El Intercambiador Ōzu (大洲インターチェンジ Ōzu-intāchenji?) es un intercambiador que se encuentra en la Ciudad de Ōzu de la Prefectura de Ehime. Es el noveno intercambiador de la Autovía de Matsuyama viniendo desde la Prefectura de Kagawa.

## Características
Es un intercambiador parcial que sólo permite entrar para dirigirse en sentido hacia los intercambiadores Matsuyama y Uchiko Ikazaki. Para acceder a la Autovía de Matsuyama en sentido hacia el Intercambiador Uwajima se utiliza el Intercambiador Ōzukitatada al que se llega a través de la Ruta Ōzu (大洲道路 Ōzu-dōro?).
Dado que la autopista llega hasta este intercambiador, en cercanías y en dirección hacia la Ciudad de Matsuyama, cuenta con el Peaje Ōzu (大洲料金所 Ōzu-ryōkinjō?).
Además es el punto final de la Autovía Shikoku-Jukan.

## Cruce importante
- Ruta Nacional 56

## Alrededores del intercambiador
- Templo Eitoku (永徳寺 Eitoku-ji?)
- Departamento de Policía de Ōzu (大洲警察署 Ōzu-keisatsushō?)

## Intercambiador anterior y posterior
- Autovía de Matsuyama

Intercambiador Uchiko Ikazaki << Intercambiador Ōzu
- Ruta Ōzu

Intercambiador Ōzu >> Intercambiador Oozukita